# Skyggebørn
|  | Denne artikel er oprettet af botten PalnaBot ud fra en ekstern database. Den kan derfor have sproglige fejl eller mangler. Denne skabelon kan fjernes efter kontrol af indholdet. |

Skyggebørn er en film instrueret af Louise Jappe.

## Handling
Hvordan er det at være barn i en familie, hvor ens bror eller søster er alvorligt syg? Filmen vil vise, hvordan man som barn oplever det, når ens familie går gennem en krise. Ensomheden, frygten, glæden og det håb og de pludselige impulsive udbrud, der opstår, når en familie kommer gennem sådan et forløb. Hvordan bevarer man som barn sin egen identitet, og hvor finder man de lyspunkter, der gør, at hverdagen er til at klare?